# Clemmons (North Carolina)
Clemmons ist eine Stadt in Forsyth County, North Carolina in den USA. Sie ist ein Vorort von Winston-Salem. Das U.S. Census Bureau ermittelte bei der Volkszählung 2020 eine Einwohnerzahl von 21.163.

## Geschichte
Die Stadt Clemmons wurde im Jahre 1802 von Peter Clemmons gegründet. Er leitete den Bau der ersten Gebäude und eröffnete ein Geschäft. Sein damaliges Grundstück besteht noch heute. Edwin T. Clemmons (1826 bis 1896) war der Urenkel von Peter Clemmons und ein bekannter Unternehmer. Er betrieb Kutschenfahrten von großen Städten wie Winston-Salem nach Clemmons. Durch diese Verkehrsverbindungen bot er den Einwohnern viele neue wirtschaftliche Möglichkeiten. 
In den 1870er Jahren wurde Clemmons an das Eisenbahnnetz angeschlossen, was zur Folge hatte, dass Edwin T. Clemmons seinen Kutschenbetrieb nach Asheville, North Carolina, verlegen musste. Kurz vor seinem Tode kehrte er nach Clemmons zurück und spendete viel Geld, um eine Kirche und eine Schule errichten zu lassen. 
Seitdem hat sich die Stadt gut entwickelt. Heute leben bereits über 18.000 Menschen in Clemmons und die Stadt entwickelt sich schnell weiter. 

## Demografie
Bei der Einwohnerzählung im Jahre 2000 hatte die Stadt 13.827 Einwohner, 5.291 Haushalte. 3.947 Familien lebten in der Stadt. Die Bevölkerungsdichte betrug 499/km². Von den 5.291 Haushalten hatten 36,3 % Kinder unter 18 Jahren. 64,5 % der Haushälter waren verheiratete Paare, 7,7 % allein lebende oder allein erziehende Frauen. Die durchschnittliche Haushaltsgröße betrug 2,56 Personen, die durchschnittliche Familiengröße 2,97 Personen.
Rund ein Viertel der Einwohner war unter 18 Jahren alt, 6,1 % zwischen 18 und 24, 30,6 % zwischen 25 und 44 und 26,0 % zwischen 45 und 64 Jahren alt. 11,7 % der Einwohner waren 65 oder älter. Das Durchschnittsalter betrug 38 Jahre. Auf 100 Frauen kamen 90 Männer.
Das Durchschnittseinkommen der Haushalte betrug 60.486 US-Dollar, das Durchschnittseinkommen der Familien 70.029 US-Dollar.

## Persönlichkeiten
- Clint Bowyer (* 1979), US-amerikanischer NASCAR-Rennfahrer